# Sorcy-Bauthémont
Sorcy-Bauthémont è un comune francese di 146 abitanti situato nel dipartimento delle Ardenne nella regione del Grand Est.

## Società

### Evoluzione demografica
Abitanti censiti